# Suicida de 16 y otras canciones
Suicida de 16 y otras canciones es el primer álbum oficial del cantautor peruano Rafo Ráez, lanzado y producido por Navaja Producciones en 1996, en formato casete.

## Lista de canciones
| Cara A |                                               |          |  |
| N.º    | Título                                        | Duración |  |
| 1.     | «Intro»                                       | 1:50     |  |
| 2.     | «Dr. Merengue (Tratando de no herir)»         | 3:16     |  |
| 3.     | «La inocencia primaria del diablo»            | 6:32     |  |
| 4.     | «Celtar, en otra galaxia»                     | 2:18     |  |
| 5.     | «Campo minado de corazones»                   | 1:44     |  |
| 6.     | «Inicialmente llamada sexo y vida»            | 4:38     |  |
| 7.     | «Cuanto de mí es sólo tu voz encarnada en ti» | 3:52     |  |
| 8.     | «Link»                                        | 1:08     |  |

| Cara B |                                    |          |  |
| N.º    | Título                             | Duración |  |
| 1.     | «Dos canciones por el precio de 1» | 2:42     |  |
| 3.     | «Los regalos del viento»           | 3:13     |  |
| 4.     | «Suicida de 16»                    | 4:32     |  |
| 5.     | «Al amor se ha dicho»              | 3:27     |  |
| 6.     | «Edén»                             | 3:18     |  |
| 7.     | «Si pudiéramos vivir»              | 4:01     |  |

## Créditos
- Luis Sanguinetti: Bajo.
- Mino Mele: Batería.
- Rafo Ráez: Voz principal, guitarra, letras y producción.
- Jesús Minaya: Sonidos
- Amadeo Gaviria: Sonido, mezclado y arreglos.
- Grabado en El Techo Studios